# Contrat de ville
 (mai 2025).
Si vous disposez d'ouvrages ou d'articles de référence ou si vous connaissez des sites web de qualité traitant du thème abordé ici, merci de compléter l'article en donnant les références utiles à sa vérifiabilité et en les liant à la section « Notes et références ».
 (octobre 2014).

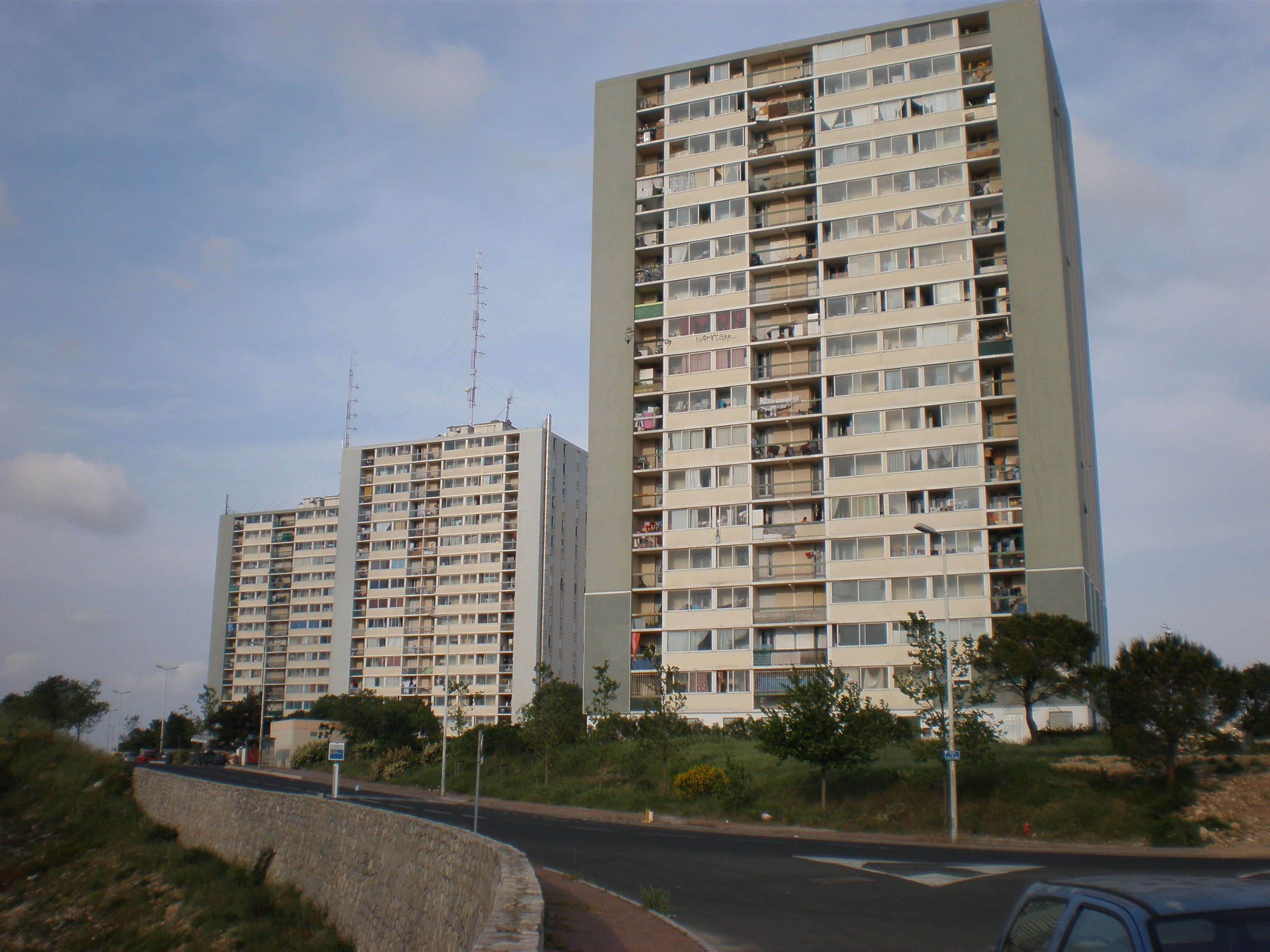
Quartier Mosson, à Montpellier.

Le contrat de ville permet de réaliser des projets urbains sous la forme contractuelle entre l'État, les collectivités locales et leurs partenaires. Il a été créé par la loi du 10 juillet 1989 approuvant le Xe plan (1989-1992) afin d'intervenir sur l'habitat, l'environnement, l'éducation, les transports, la sécurité, la culture, les équipements sportifs, ou les services sociaux.
Une circulaire datée du 31 décembre 1998 du Premier ministre - Lionel Jospin - précisait la définition des Contrats de Ville et leurs modalités d’organisation pour la période 2000-2006. Cette circulaire précisait que « Le contrat de ville constitue le cadre par lequel l’État, les collectivités locales et leurs partenaires s’engagent à mettre en œuvre, de façon concertée, des politiques territorialisées de développement solidaire et de renouvellement urbain, visant à lutter contre le processus de dévalorisation de certains territoires de nos villes ». Ces orientations ont été fixées lors du Comité interministériel des villes du 30 juin 1998 autour de 4 objectifs :
- garantir le pacte républicain ;
- renforcer la cohésion sociale ;
- mobiliser autour d’un projet collectif ;
- construire un nouvel espace démocratique avec les habitants.

Ce dispositif a été remplacé par les Contrats urbains de cohésion sociale (CUCS) pour la période 2007-2013.

## Caractéristiques des contrats de ville

### Géographie et périmètres
La circulaire s’attache à ce que les contrats de ville interviennent sur des « sites prioritaires » définis localement (îlot, quartier, ensemble de quartiers...).
Le contrat de ville concerne toutes les communes quelle que soit leur taille. Cependant, le Premier Ministre privilégie le cadre intercommunal, lorsqu’il existe, pour qu’y soient menées les actions. La loi Chevènement qui n’est alors pas encore promulguée imposera d’ailleurs la politique de la ville comme compétence obligatoire aux communautés d'agglomération et aux communautés urbaines.
Les périmètres de la contractualisation, villes ou agglomérations, sont définis entre les services de l’État et les collectivités locales sur la base des propositions du représentant de l’État dans le département (préfet par exemple).

### Les orientations
Le contrat de ville doit comporter des programmes d'action à l'échelle de la commune et de l'agglomération concourant à la lutte contre les processus de ségrégation urbaine et sociale.
Les axes sur lesquels les contrats de ville doivent intervenir sont ainsi définis :

### À l’échelle de la commune
- actions favorisant la mixité sociale de l'habitat - des plus riches et des plus pauvres dans les mêmes quartiers;
- la diversification des fonctions des quartiers d'habitat social ;
- la coordination des interventions des acteurs engagés dans la prévention et la lutte contre les exclusions ;
- l'emploi et le développement économique local ;
- le désenclavement des quartiers dans le cadre d'une politique cohérente de transports et de déplacements urbains ;
- l'égalité des citadins devant le service public (éducation, santé, culture, justice, accès au droit) ;
- la prévention de la délinquance et la tranquillité publique ;
- l'intégration des immigrés et de leurs familles.

### À l’échelle des sites prioritaires
- les actions de développement social et culturel ;
- les opérations de renouvellement urbain et de réhabilitation de logements ;
- la création et le soutien au fonctionnement d'équipements de quartiers ;
- les interventions au titre de la gestion urbaine de proximité.

Les futurs contrats de ville comprendront une convention-cadre qui fixera les thématiques applicables à l'ensemble du périmètre du contrat et des conventions territoriales qui définiront les programmes d'action à mener sur les sites prioritaires.

### La durée
Le contrat de ville est conclu pour 7 ans, parallèlement au contrat de plan État-région.

### Les partenaires
La loi du 4 février 1995 prévoit l’élaboration, dans un cadre de coopération intercommunale, de projets d’agglomération chargés de déterminer notamment les orientations en matière de développement économique et de cohésion sociale, d’aménagement et d’urbanisme, de transport, de logement et de politique de la ville.
L’article 27 de la loi d'orientation pour l'aménagement et le développement durable du territoire (Loi Voynet) du 25 juin 1999 et portant modification de la loi d'orientation pour l'aménagement et le développement du territoire (LOADT) du 4 février 1995  permet la conclusion de contrats de ville entre l’État, la région, le département et les communes ou groupements de communes.
Cette même loi permet également que les contrats de ville puissent être conclus dans le cadre des agglomérations ou des pays.  Dans ce cas, ils constituent le volet « cohésion sociale et territoriale » des contrats particuliers prévus aux articles 25 et 26.

### L’évaluation
Le contrat de ville doit faire l'objet de révisions sur la base des résultats du dispositif d'évaluation qui sera mis en place compte tenu de sa durée. En effet, si le contrat a vocation à servir de cadre stratégique sur toute sa durée, il doit ménager la capacité d'adaptation des programmes d'action qui peuvent comporter des échéances différentes. 

### La participation des habitants

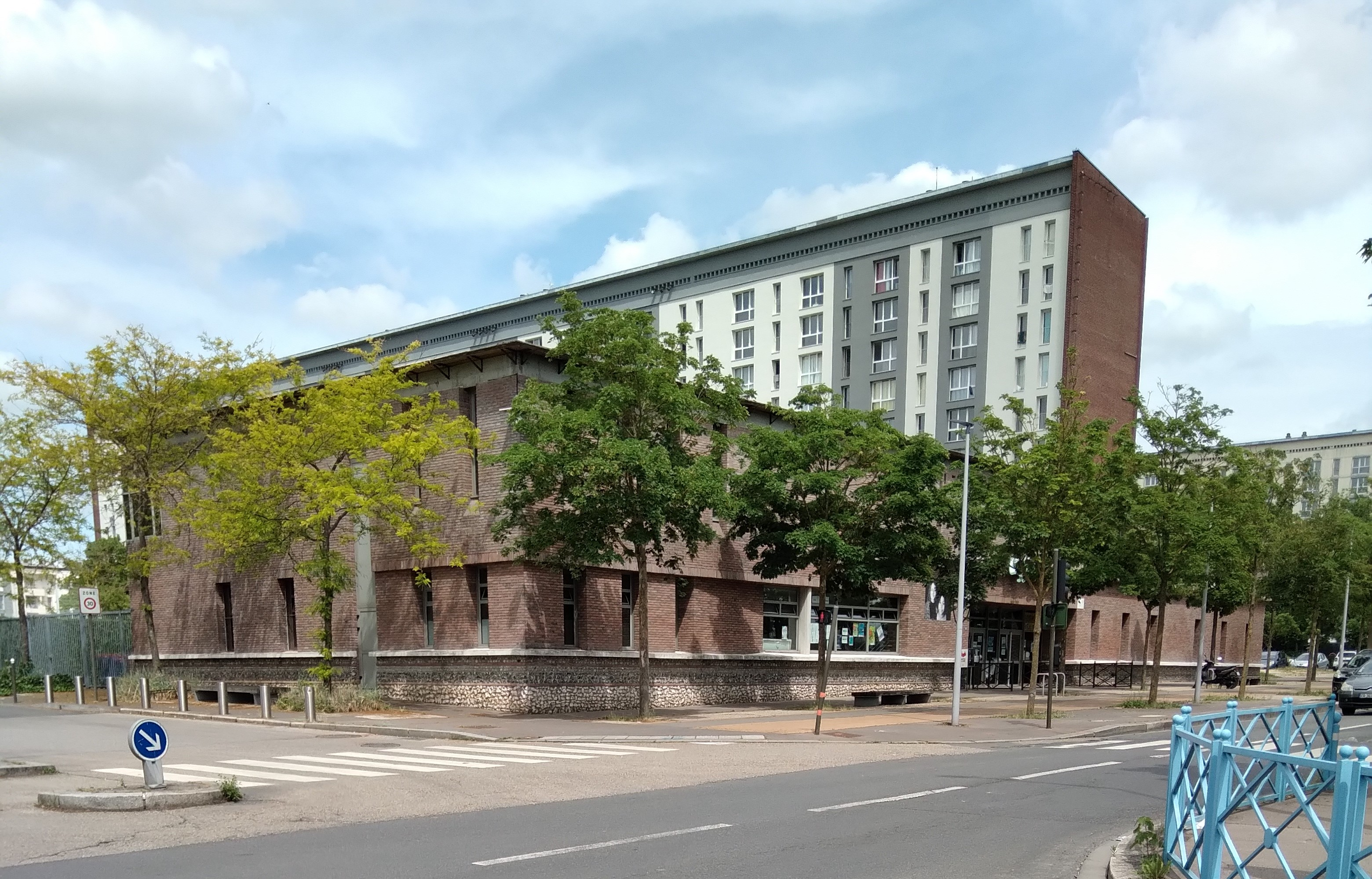
Le Pigeonnier, à Amiens.

La circulaire de 1998 évoque la participation des habitants comme étant au cœur de la politique de la ville. Il convient en particulier d'organiser les démarches permettant aux habitants de se prononcer, en amont de l'élaboration des projets, sur les priorités des programmes d'action qui concernent le cadre de leur vie quotidienne. Il est également nécessaire de les associer à l'élaboration, à la mise en œuvre et à l'évaluation en continu des actions qui seront décidées par les partenaires du contrat de ville.
À cet effet, les initiatives visant à favoriser l'exercice de la citoyenneté, à faire participer les usagers au fonctionnement des services publics, les procédures de gestion participative et les actions visant à favoriser la prise de parole et l'expression collective des habitants devront être fortement soutenues.
La visite virtuelle du quartier des Bois Blancs à Lille est un exemple de production reposant principalement sur la participation des habitants dans le cadre de la politique de la ville. En effet, les habitants du quartier ont été sollicités pour s'exprimer sur leur lieu de vie, et sur la politique de la ville qui y est menée. Ils ont filmé, photographié, écrit et enregistré eux-mêmes leurs messages. L'objectif de cette visite en ligne est aussi de collecter et de préserver la mémoire des habitants et des acteurs de terrain de ce quartier en les associant sur un seul site Internet dans une opération de valorisation du quartier, de découverte des transformations urbaines et d'appropriation des Nouvelles Technologies.
La loi du 27 février 2002 relative à la démocratie de proximité institue des conseils de quartier au rôle consultatif.
En 2013, Mohamed Mechmache d'ACLEFEU et Marie Hélène Bacqué ont rédigé un rapport sur la participation des habitants.

## Grands projets de ville et opérations de renouvellement urbain
Le Comité interministériel des villes (CIV) du 14 décembre 1999 pour des villes renouvelées et solidaires  a lancé un programme de renouvellement urbain (à ne pas confondre avec le Programme National pour la Rénovation Urbaine ou PNRU de la loi Borloo), ayant pour objet la transformation profonde de certains quartiers pour pouvoir les associer au développement de leur agglomération et changer durablement leur image. Ces objectifs constituent l'objet même de la politique de la ville.
Ce programme comprend alors deux types d'intervention qui s'inscrivent dans les contrats de ville :
- Les grands projets de ville (GPV), pour les sites dont la requalification nécessite la mobilisation de moyens exceptionnels.

- Les opérations de renouvellement urbain (ORU), pour d'autres sites qui permettent aux villes concernées de bénéficier d'un appui renforcé de l'État.

### Les grands projets de ville (GPV)

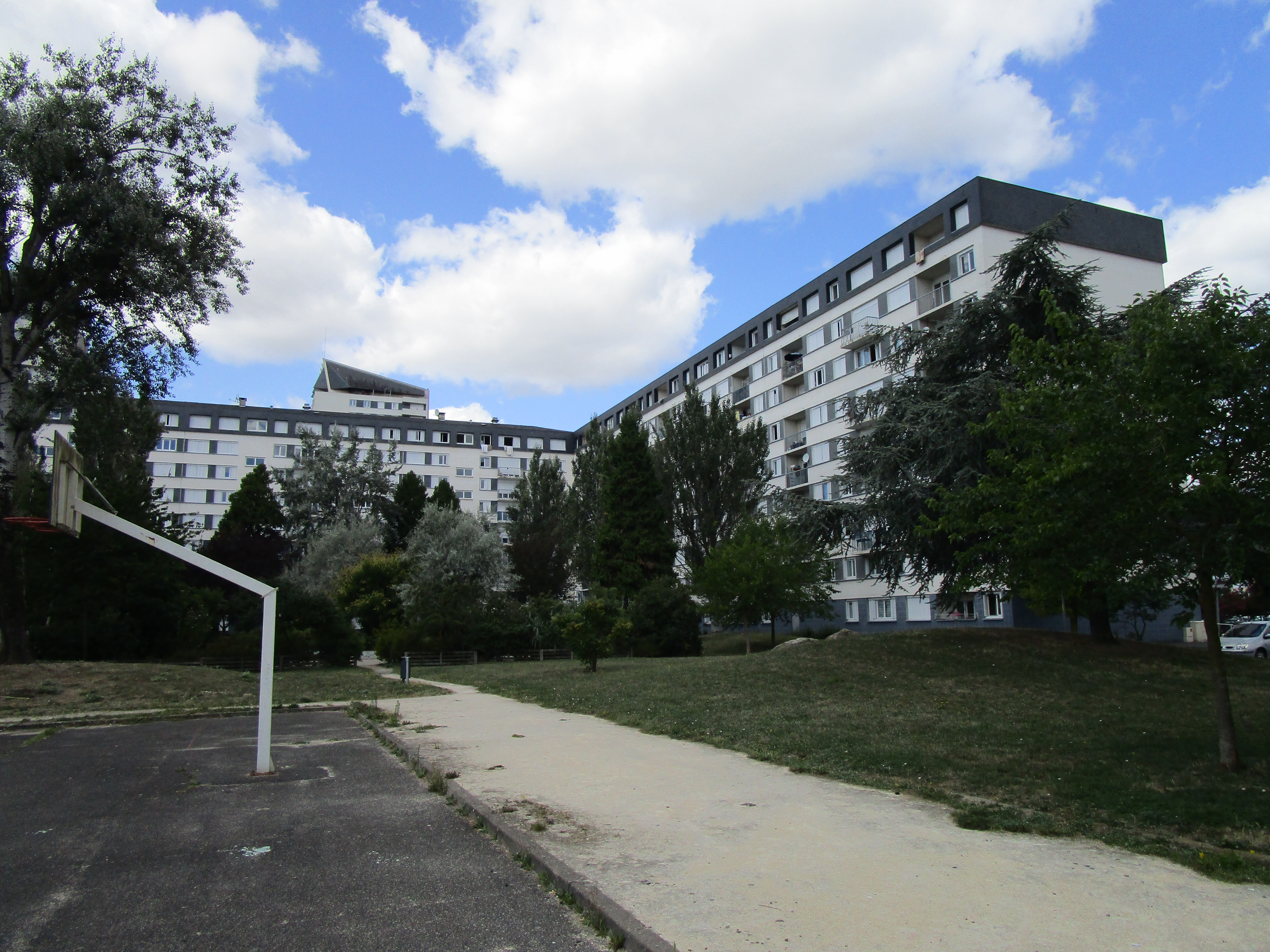
Quartier des Fontaines à Tours.

Le grand projet de ville est un projet global de développement social et urbain qui vise à réinsérer un ou plusieurs quartiers dans leur agglomération. Il permet la mise en œuvre d’opérations lourdes de requalification urbaine. Il s’agit d’améliorer les conditions de vie des habitants et de marquer en profondeur et de manière durable, la transformation d’image et de perception du quartier. 
Il s’agit également, au travers des actions de revitalisation et de revalorisation sociale, de redonner une valeur économique à ces territoires.
Le grand projet de ville, mené dès le départ avec les habitants, doit concilier des interventions ayant un impact rapide sur la vie quotidienne et des actions qui s’inscrivent nécessairement dans la durée.
Il comprend des programmes portant sur : 
- la restructuration du bâti (renouvellement diversification de l’offre de logements, amélioration du réseau d’équipements publics de proximité, traitement des centres commerciaux et des dalles) ;
- l’implantation de services publics et de services collectifs ;
- le désenclavement des quartiers et leur intégration à l’agglomération (amélioration de la desserte en transports, meilleure répartition des différentes catégories de logement).

### Les opérations de renouvellement urbain (ORU)
Intégrées dans les contrats de ville qu'elles viennent compléter en termes d'investissement urbain, les ORU concernent des sites où les projets sont trop petits pour les GPV, tout en dépassant les moyens classiques d'intervention du contrat de ville en investissements.
L’objectif est double :
- faire en sorte que tous les quartiers participent à la dynamique urbaine ;
- améliorer la qualité de vie des habitants (habitat, quartiers, espaces collectifs).

Il existe une trentaine d'ORU en France, dont plus de la moitié en Île-de-France. Une opération particulière concerne Paris : le grand projet de renouvellement urbain (GPRU).

### L’avenir des GPV et des ORU
L’Agence nationale pour la rénovation urbaine (ANRU), créée en 2004 pour la mise en œuvre du PNRU, devrait aussi prendre en charge la poursuite des GPV et ORU. Aucun autre de ces dispositifs ne sera mis en place. Cependant, il est prévu que l’ANRU participe à la signature d’une nouvelle convention précisant le contenu et les programmes d'action sociale.

## La gestion urbaine de proximité
La circulaire du 31 décembre 1998 prévoit la mise en œuvre d’une gestion urbaine de proximité (GUP) dans le cadre des contrats de ville 2000-2006. Cette GUP doit faire l'objet de programmes d'ensemble cohérents (éclairage public, entretien et gestion des espaces collectifs, enlèvement des déchets, mobilier urbain, gestion locative...). Selon cette disposition du ministère de l'équipement, des transports et du logement d’alors, il s’agit de  garantir aux habitants l’amélioration de leur vie quotidienne à travers la mise en œuvre d’une gestion de proximité de bonne qualité, tant au niveau de l’entretien des bâtiments et des espaces publics que de la remise à niveau des services résidentiels. La convention (ou protocole d’accord) passée entre l’État, le ou les bailleurs et la collectivité locale traduit une démarche collective et apporte des réponses précises et concrètes aux problèmes rencontrés sur le terrain. 
Toujours selon la même circulaire, il s’agit de conforter l’action des bailleurs sociaux dans les champs de la propreté et la tranquillité où la demande des habitants est très forte. La GUP a donc pour objectifs de :
- diminuer le décalage existant entre le niveau d’entretien ou d’adaptation du bâti et les attentes des habitants.
- résoudre les problèmes du manque d’attractivité et le sentiment d’insécurité dans les espaces communs des immeubles.
- développer une série d’actions préventives dans des secteurs présentant déjà certains signes de dévalorisation urbaine et sociale.

Enfin, la loi du 1er août 2003 prévoit également comme objectifs que soient développées les conventions de gestion urbaine de proximité pour toutes les ZUS de plus de 500 logements ainsi que pour les sites faisant l'objet d'opérations de rénovation urbaine. Dans tous les cas, ces conventions doivent se fonder sur des diagnostics précis, donner lieu à des engagements contractuels clairs, être dotées d'outils de suivi et d'évaluation et associer les habitants à tous les niveaux de mise en œuvre, du diagnostic à l'évaluation.